# هيروشي سايتو
هيروشي سايتو هو مجدف ياباني، ولد في 30 نوفمبر 1937 في طوكيو في اليابان.

## وصلات خارجية
- هيروشي سايتو على موقع الاتحاد الدولي للتجديف (الإنجليزية)
- هيروشي سايتو على موقع اللجنة الأولمبية الدولية (الإنجليزية)
- هيروشي سايتو على موقع أوليمبيديا (الإنجليزية)